# Salernitana Sport 1982-1983
Questa voce raccoglie le informazioni riguardanti la Salernitana Sport nelle competizioni ufficiali della stagione 1982-1983.

## Stagione
Per il terzo anno consecutivo la Salernitana parte con il dichiarato obiettivo di centrare il ritorno in Serie B.
Dopo essere stata eliminata nella Coppa Italia maggiore (competizione in cui mancava da 16 anni) nella fase a gironi, riuscendo a pareggiare con le squadre di Serie B ivi presenti, ma perdendo con le compagini di Serie A per l'ovvio divario tecnico,  accede in Coppa Italia Serie C direttamente dai sedicesimi di finale dove viene sonoramente sconfitta dal Barletta.
In linea con le ambizioni della vigilia, l'avvio di campionato è estremamente positivo e sembrano esserci tutti i presupposti per ottenere la tanto agognata promozione.
A inizio Novembre, infatti, dopo il vittorioso derby al Vestuti contro la Paganese, che suggella un trittico di vittorie consecutive, la squadra si issa al primo posto solitario in classifica. Tuttavia, nel periodo tra dicembre e gennaio, subisce una forte involuzione tecnica che ne determina un forte calo di rendimento, che getta nello sconforto la società. Il culmine avviene con le dimissioni rassegnate dal Presidente Filippo Troisi, che lascia il suo posto ad Antonio Scermino. Quest'ultimo, per cercare di raddrizzare la situazione, decide di esonerare il tecnico Lojacono, sostituendolo con Marino Perani.
La scelta si rivelerà infruttuosa, con la Salernitana che non andrà oltre il settimo posto, fallendo anche la qualificazione alla Coppa Italia Maggiore.
Tra i momenti più negativi della stagione, da segnalare l'invasione di campo al Vestuti nella partita persa contro il Siena a inizio dicembre (1-2), e la rissa finale in campo fra giocatori nella gara conclusiva del campionato contro il Taranto, sempre al Vestuti. In quest'ultima occasione, in particolare, la scintilla fu innescata dal fatto che la Salernitana, pur non avendo più obiettivi, si impegnò a fondo costringendo al pareggio il Taranto, a cui serviva assolutamente vincere per andare in serie B, e negandogli di fatto la promozione.

## Divise e Sponsor
Lo sponsor ufficiale per la stagione 1982-1983 è Antonio Amato. La prima maglia è interamente granata chiaro e riporta il nome dello sponsor ufficiale, mentre la seconda divisa è composta da una maglietta bianca con righe granata chiaro sulle maniche e sulle spalle e pantaloncini granata chiaro.
| Casa | Trasferta |

## Rosa
| N. |                   | Ruolo | Calciatore          |
| -- | ----------------- | ----- | ------------------- |
|    | Italia (bandiera) | P     | Andrea Ceccarelli   |
|    | Italia (bandiera) | P     | Roberto Marconcini  |
|    | Italia (bandiera) | D     | Angelo Del Favero   |
|    | Italia (bandiera) | D     | Maurizio Di Fruscia |
|    | Italia (bandiera) | D     | Sergio Giovannone   |
|    | Italia (bandiera) | D     | Vincenzo Leccese    |
|    | Italia (bandiera) | D     | Andrea Mattolini    |
|    | Italia (bandiera) | C     | Roberto Chiancone   |
|    | Italia (bandiera) | C     | Paolo Chirco        |
|    | Italia (bandiera) | C     | Sergio Di Marzio    |

| N. |                   | Ruolo | Calciatore        |
| -- | ----------------- | ----- | ----------------- |
|    | Italia (bandiera) | C     | Giuliano Gambuzza |
|    | Italia (bandiera) | C     | Vincenzo Zucchini |
|    | Italia (bandiera) | C     | Giovanni Oddo     |
|    | Italia (bandiera) | C     | Marco Rossi       |
|    | Italia (bandiera) | C     | Fabio Vulpiani    |
|    | Italia (bandiera) | A     | Marco Fracas      |
|    | Italia (bandiera) | A     | Giovanni Zaccaro  |
|    | Italia (bandiera) | A     | Angelo Quaglia    |
|    | Italia (bandiera) | A     | Pasquale Viscido  |

## Risultati

### Serie C1

#### Girone di andata
| 19 settembre 1982 1ª giornata | Reggina | 0 – 1 | Salernitana |  |

| 26 settembre 1982 2ª giornata | Salernitana | 3 – 1 | Virtus Casarano |  |

| 3 ottobre 1982 3ª giornata | Campania | 2 – 1 | Salernitana |  |

| 10 ottobre 1982 4ª giornata | Salernitana | 0 – 0 | Empoli |  |

| 17 ottobre 1982 5ª giornata | Barletta | 0 – 0 | Salernitana |  |

| 24 ottobre 1982 6ª giornata | Salernitana | 2 – 0 | Cosenza |  |

| 31 ottobre 1982 7ª giornata | Casertana | 0 – 2 | Salernitana |  |

| 7 novembre 1982 8ª giornata | Salernitana | 3 – 1 | Paganese |  |

| 14 novembre 1982 9ª giornata | Anconitana | 0 – 0 | Salernitana |  |

| 21 novembre 1982 10ª giornata | Salernitana | 0 – 0 | Nocerina |  |

| 28 novembre 1982 11ª giornata | Rende | 1 – 2 | Salernitana |  |

| 5 dicembre 1982 12ª giornata | Salernitana | 1 – 2 | Siena |  |

| 12 dicembre 1982 13ª giornata | Ternana | 0 – 1 | Salernitana |  |

| 14 dicembre 1982 14ª giornata | Salernitana | 1 – 2 | Pescara |  |

| 9 gennaio 1983 15ª giornata | Benevento | 2 – 0 | Salernitana |  |

| 16 gennaio 1983 16ª giornata | Salernitana | 0 – 0 | Livorno |  |

| 23 gennaio 1983 17ª giornata | Taranto | 0 – 0 | Salernitana |  |

#### Girone di ritorno
| 30 gennaio 1983 18ª giornata | Salernitana | 0 – 0 | Reggina |  |

| 6 febbraio 1983 19ª giornata | Virtus Casarano | 2 – 0 | Salernitana |  |

| 13 febbraio 1983 20ª giornata | Salernitana | 1 – 1 | Campania |  |

| 20 febbraio 1983 21ª giornata | Empoli | 1 – 0 | Salernitana |  |

| 27 febbraio 1983 22ª giornata | Salernitana | 3 – 1 | Barletta |  |

| 6 marzo 1983 23ª giornata | Cosenza | 2 – 0 | Salernitana |  |

| 13 marzo 1983 24ª giornata | Salernitana | 1 – 1 | Casertana |  |

| 20 marzo 1983 25ª giornata | Paganese | 0 – 0 | Salernitana |  |

| 2 aprile 1983 26ª giornata | Salernitana | 1 – 1 | Anconitana |  |

| 10 aprile 1983 27ª giornata | Nocerina | 0 – 0 | Salernitana |  |

| 17 aprile 1983 28ª giornata | Salernitana | 1 – 0 | Rende |  |

| 1º maggio 1983 29ª giornata | Siena | 2 – 0 | Salernitana |  |

| 8 maggio 1983 30ª giornata | Salernitana | 2 – 0 | Ternana |  |

| 15 maggio 1983 31ª giornata | Pescara | 1 – 0 | Salernitana |  |

| 22 maggio 1983 32ª giornata | Salernitana | 1 – 0 | Benevento |  |

| 29 maggio 1983 33ª giornata | Livorno | 2 – 1 | Salernitana |  |

| 5 giugno 1983 34ª giornata | Salernitana | 0 – 0 | Taranto |  |